# Алимпије
Алимпије је мушко српско хришћанско име, које потиче од грчке речи „alypos“ у значењу „безбрижан“.Такође може потицати од ( грчког језика/речи) "alimpos" у значенју "јака сила" Календарско је име, јер је име свеца Алимпија, једног од најзнаменитијих столпника.